# William Sefton Fyfe
William Sefton Fyfe, CC, FRSC, FRS (* 4. Juni 1927 in Ashburn, Neuseeland; † 11. November 2013 in London, Ontario, Kanada) war ein neuseeländischer Geologe und Professor Emeritus der Fakultät für Geowissenschaften der University of Western Ontario in Kanada. Er galt als einer der bedeutendsten Geochemiker.

## Leben und Forschungstätigkeit
Fyfe studierte an der University of Otago, erwarb 1948 den Bachelor of Science, 1949 den Master of Science und 1952 den Ph.D. Nach einer Zeit als Geologie-Dozent forschte er an der University of California, Los Angeles und der University of California, Berkeley. Als Professor arbeitete er in Berkeley, am Imperial College London und der University of Manchester, bevor er 1972 an die University of Western Ontario wechselte. Von 1986 bis zu seiner Emeritierung im Jahr 1990 war er wissenschaftlicher Dekan der University of Western Ontario.
Zu Anfang seiner Forschungen beschäftigte er sich mit der Isomorphie von Mineralen und ihrem Verhalten unter hohem Druck und hoher Temperatur bei der Gesteins-Metamorphose. In Kanada konzentrierte er sich später auf die Rolle von Fluiden bei der Bildung von Lagerstätten, vor allem Goldlagerstätten, und den Einfluss der Tektonik auf diese Vorgänge. In diesem Zusammenhang erforschte er die Rolle von Mikroorganismen bei der Konzentration von Metallen. Darüber hinaus untersuchte Fyfe die Erzeugung von Nährstoffen durch geothermale Vorgänge in den Ozeanen und die Auswirkungen der Verbrennung von Kohle auf die Umwelt. Er setzte seine Kenntnisse der Geologie Kanadas und der Bewegung von Fluiden in geologischen System bei der Erkundung von Endlagerstätten nuklearer Abfälle ein und war beteiligt an Erforschung und Verhinderung von Bodenerosionsprozessen. Unter seiner Führung wurde das Global Change Program ins Leben gerufen, das eine umfassende Untersuchung der irdischen Biosysteme zum Ziel hat.

## Ehrungen und Preise
- 1952 – Fulbright Scholar der Fachrichtung Geologie (1952–1954)
- 1962 – Guggenheim Fellow (1962–1983)
- 1981 – Logan-Medaille der Geological Association of Canada
- 1985 – Willet G. Miller Medal der Royal Society of Canada[2]
- 1989 – Companion of the Order of Canada
- 1989 – Ehrendoktorwürde der Memorial University of Newfoundland[3]
- 1990 – Arthur L. Day Medal der Geological Society of America
- 1992 – Gerhard Herzberg Canada Gold Medal for Science and Engineering des Natural Sciences and Engineering Research Council
- 1994 – Ehrendoktorwürde der Saint Mary’s University, Halifax
- 1995 – Ehrendoktorwürde der University of Otago und der University of Western Ontario
- 1995 – Roebling-Medaille der Mineralogical Society of America
- 2000 – Wollaston-Medaille der Geological Society of London[4]
- 2006 – Ehrendoktorwürde der University of Alberta[5]

Er war Fellow von acht verschiedenen wissenschaftlichen Akademien, wie der Royal Society in London, Royal Society of New Zealand, Royal Society of Canada, Brazilian Academy of Sciences, Russian Academy of Sciences, Indian Nation Academy of Sciences, Geological Association of Canada und der Geological Society of America.
Des Weiteren wurde der Asteroid (15846) Billfyfe ihm zu Ehren benannt.